# Баклановська (Тарногське сільське поселення)
Бакла́новська (рос. Баклановская) — присілок у складі Тарногського району Вологодської області, Росія. Входить до складу Тарногського сільського поселення.

## Населення
Населення — 16 осіб (2010; 17 у 2002).
Національний склад (станом на 2002 рік):
- росіяни — 100 %